# Cal·límac (general pòntic)
Cal·límac (en llatí Callimacus, en grec antic Καλλίμαχος) fou un general de Mitridates VI Eupator del Pont, expert en enginyeria, que va defensar la ciutat d'Amisos durant un temps considerable contra els romans el 71 aC.
Quan Lucul·le va aconseguir enderrocar una part de la muralla després de molts setmanes de combats, va posar foc a la ciutat i es va escapar per mar. Més tard Lucul·le el va fer presoner quan va conquerir la ciutat de Nísibis (anomenada pels grecs Antioquia de Migdònia) el 68 aC. Va ser condemnat a mort acusat de l'incendi d'Amisos.